# Parabathyscia dematteisi
Parabathyscia dematteisi es una especie de escarabajo del género Parabathyscia, familia Leiodidae. Fue descrita por primera vez por Ronchetti y Pavan en 1953.

## Distribución
Se encuentra en Italia.